# Norwegian Joy
Die Norwegian Joy (挪威喜悅號郵輪) ist ein Kreuzfahrtschiff der Breakaway-Plus-Klasse, das für die Reederei Norwegian Cruise Line auf der Meyer-Werft in Papenburg gebaut wurde. Es nahm Mitte 2017 den Kreuzfahrtbetrieb auf.

## Geschichte
Am 17. Oktober 2012 bestellte Norwegian Cruise Line die Norwegian Escape und vereinbarte eine Option über die Norwegian Joy, die ursprünglich Norwegian Bliss heißen sollte. Dieses Schiff wurde im Juli 2013 bestellt. Am 16. September 2015 wurde mit dem Bau des Schiffes begonnen.
Am 12. Oktober 2015 gab Norwegian Cruise Line bekannt, dass man das Schiff speziell für den chinesischen Kreuzfahrtmarkt bauen lassen wolle. Am 30. März 2016 wurde bekanntgegeben, dass man das Schiff nicht als Norwegian Bliss, sondern als Norwegian Joy, bzw. 挪威喜悅號郵輪 in Fahrt bringen wolle und als Basishäfen Shanghai und Tianjin (Peking) bestimmt habe.
Die 4.500 Tonnen schwere Maschinenraumsektion wurde auf der Neptun-Werft in Rostock gebaut und im März 2016 nach Papenburg überführt. Hierbei kam es zu zwei Zwischenfällen. Zunächst kollidierte die Sektion am 19. März 2016 mit einem Dalben in Höhe des Hafens Ditzum. Anschließend kollidierte der Schleppverband auch vor der Jann-Berghaus-Brücke mit einem Dalben. Die Kiellegungszeremonie in Papenburg erfolgte am 5. April 2016.
Im Zuge der Baustrategie der Meyer Werft wurde eine erste Sektion bereits am 4. Juni 2016 ausgedockt. Eine weitere Sektion wurde am 19. August 2016 ausgedockt, um das Ausdocken der Genting Dream zu ermöglichen. Anschließend wurden beide Sektionen wieder eingedockt.
Während des Baus brachen zwei Feuer an Bord des Schiffes aus. Zunächst kam es am 28. September 2016 durch Schweißarbeiten zum Ausbruch eines Feuers, welche einen Schaden in Höhe von 50.000 Euro verursachte. Am 8. Oktober 2016 brach erneut ein Feuer aus. Rund vier Wochen später wurde die Verzögerung aufgeholt.
Am 4. März 2017 wurde das Schiff ausgedockt. Das Schiff wurde am 26./27. März 2017 mittels des Emssperrwerks über die Ems nach Eemshaven überführt Hierfür war das Emssperrwerk am Abend des 25. März geschlossen worden. Am 26. März gegen 22:00 Uhr verließ das Schiff die Werft und passierte am 27. März 2017 um 12:45 Uhr das Emssperrwerk, 37 Stunden, nachdem es geschlossen wurde.
Am 27. April 2017 wurde die Norwegian Joy in Bremerhaven an die Reederei abgeliefert. Das Schiff wurde am 27. Juni 2017 in Shanghai durch Wang Leehom getauft.

## Einsatz
Die Norwegian Joy wurde nach der Indienststellung ganzjährig für chinesische Passagiere ab Shanghai und Tianjin eingesetzt und fuhr ausschließlich japanische Häfen an.
2019 verließ das Schiff den chinesischen Kreuzfahrtmarkt und wurde im März 2019 bei Sembawang in Singapur umgebaut. Die  Kosten betrugen rund 50 Millionen US-Dollar. Seit April 2019 wird sie, gemeinsam mit dem Schwesterschiff Norwegian Bliss, in Alaska eingesetzt. Die chinesischen Namensschriftzüge am Schiff wurden entfernt.

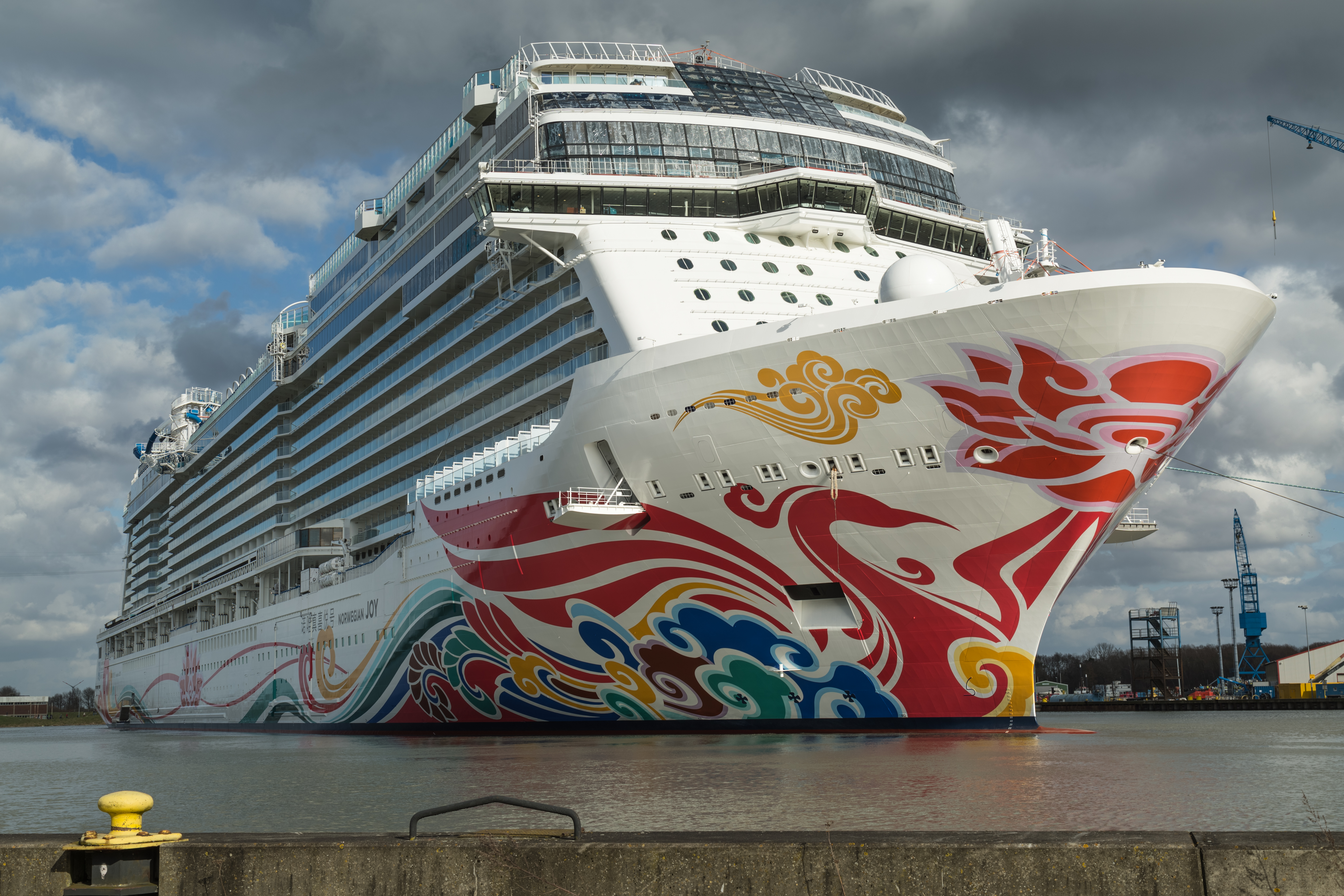
Bug und Steuerbordseite
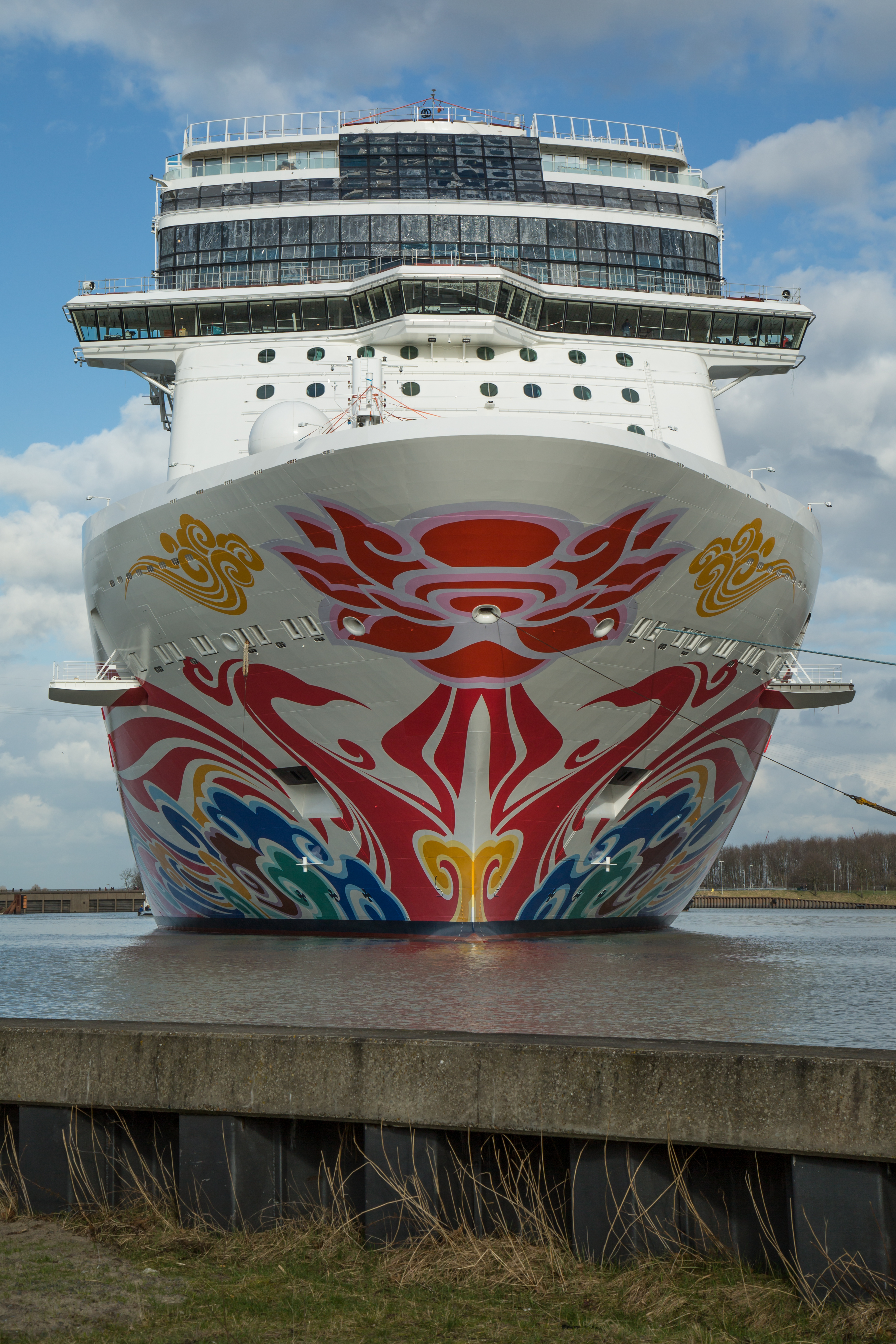
Bug der Norwegian Joy
Panoramaaufnahme der Norwegian Joy
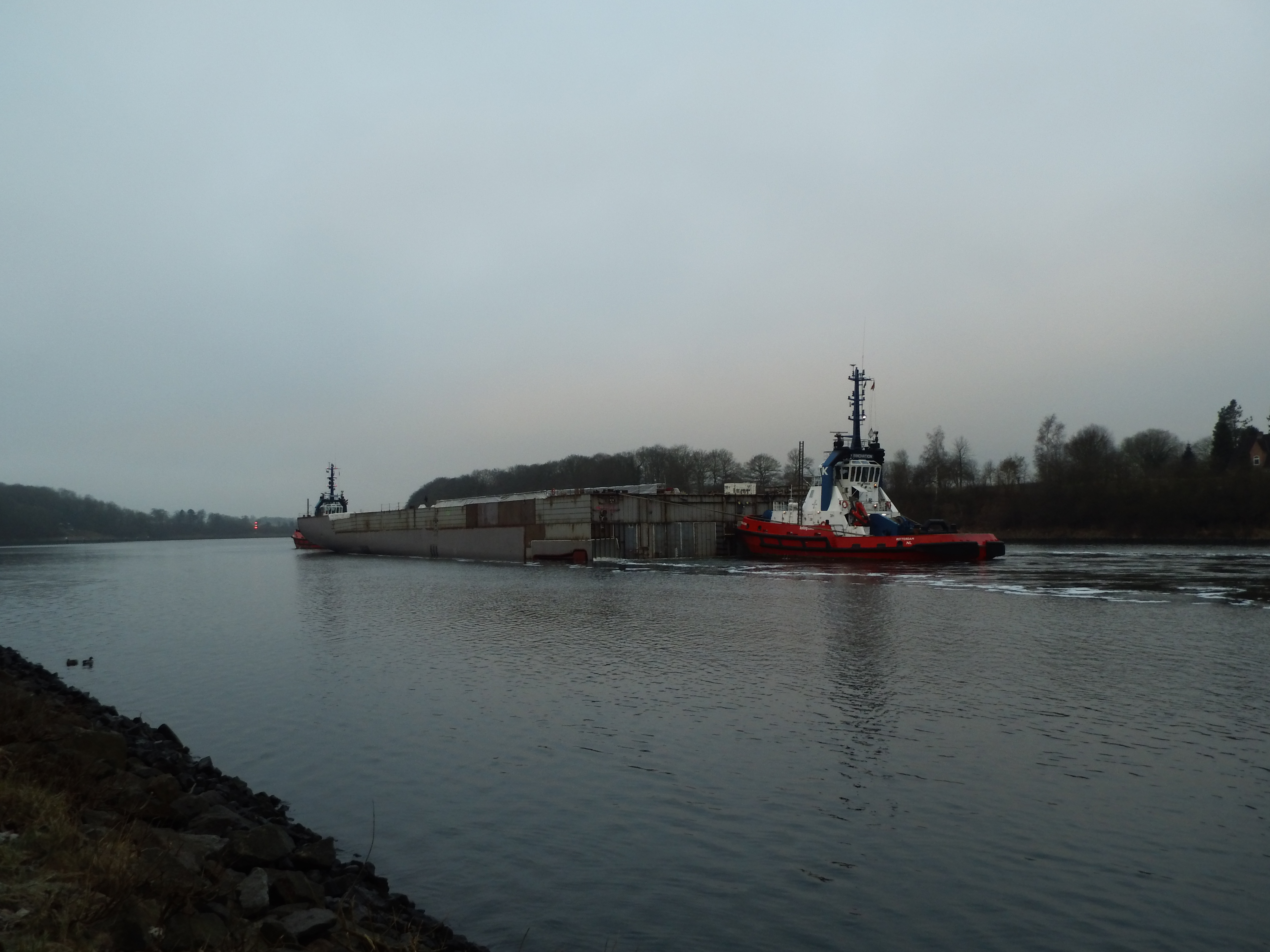
Maschinenraumsektion

## Baugleiche Schiffe
- Norwegian Escape
- Norwegian Bliss